# August Gotthilf Gernhard
August Gotthilf Gernhard (* 4. März 1771 in Naumburg; † 4. März 1845 in Weimar) war ein deutscher Lehrer und Altphilologe.

## Leben
August Gotthilf Gernhard wurde als Sohn des August Heinrich Gernhardt (* 27. Juni 1730 in Naumburg; † 25. September 1778 ebenda), und dessen Ehefrau Christine Sophie (* 9. Juli 1741; † 25. Oktober 1798), eine Tochter des Johann Heinrich Christian Dresde, Amtsverwalter und Steuereinnehmer, geboren.
Er besuchte die Stadtschule in Naumburg beim Rektor Karl David Ilgen. 1795 begann er ein Theologie-Studium an der Universität Leipzig und hörte Vorlesungen bei Christian Daniel Beck und Gottfried Hermann, durch die er ein größeres Interesse an Sprachstudien anstatt der Theologie entwickelte; Christian Daniel Beck nahm ihn in der von ihm 1785 gegründeten Philologischen Gesellschaft auf. Seine Kommilitonen waren Gottlieb Kiessling, Carl Erfurdt, Heinrich August Schott und Heinrich Gottlieb Tzschirner.
Nach dem Studium wurde August Gotthilf Gernhard 1800 Subrektor an der Domschule Naumburg und rückte 1804 zum Konrektor auf. 1811 wurde er, nach einer Empfehlung durch den Generalsuperintendenten Johann Friedrich Krause, vom Rat der Stadt Freiberg zum Rektor der dortigen Schule berufen, in der sich eine Bürgerschule, das Schullehrer-Seminar und das Gymnasium vereinigte; Generalsuperintendent Krause hatte August Gotthilf Gernhard während seiner Zeit als Domprediger und Schulinspektor in Naumburg kennengelernt.
August Gotthilf Gernhard verbesserte die wissenschaftliche Ausbildung an der Schule und konnte im Laufe der Zeit die Anzahl der Schüler vermehren. 1814 gründete er eine Speiseanstalt für arme Schüler, die als Gernhard'scher Tisch auch nach seinem Tod noch bestand. 1819 wurde er als Direktor an das Wilhelm-Ernst-Gymnasium Weimar gerufen und trat das Amt 1820 an; eine seiner ersten Amtshandlungen war es, die zahlreichen Stöcke, die sich in allen Schulklassen in den Schränken befanden, zu entfernen. Er blieb bis zu seinem Tod in diesem Amt.
In Anerkennung seines Wirkens ernannte ihn die Regierung zum Konsistorialrat.
August Gotthilf Gernhard war verheiratet mit Charlotte Christiane (* 20. November 1785 in Annaberg; † nach 1822), eine Tochter des Johann Christian Mey (1754–1822), Kramermeister (Obermeister der Kramerinnung eines Ortes). Gemeinsam hatten sie eine Tochter und einen Sohn:
- Agnes Emilie Gernhard (* 7. März 1809 in Naumburg; † 17. Januar 1894 in Leipzig), verheiratet mit Ernst Walter Gensel (* 10. Juni 1806 in Annaberg; † 25. Mai 1881 in Chemnitz), Justizrat.
- Robert Willibald Gernhard (* 15. Januar 1819 in Freiberg; † 28. Juli 1877 in Oldisleben), ab 1847 verheiratet mit Friederike Henriette Amalie Martini (* um 1824 in Weimar; † 24. Oktober 1848 in Oldisleben), in zweiter Ehe ab 1850 verheiratet mit Auguste Minna König (* 9. Juli 1831 in Oldisleben; † 29. Mai 1876 in Oldisleben), Arzt in Oldisleben, Begründer des dortigen „Entbindungsinstituts für ledige Frauen“ (1851)

## Schriften (Auswahl)
- Descriptio artis criticæ in interpretatione veterum scriptorum scholastica tuendæ. Lipsia, 1804.
- Observationes in Sophoclis Philocteten. Lipsiae: Hinrichs, 1810.
- Marcus Tullius Cicero; Jacobo Facciolati; August Gotthilf Gernhard: M.T. Ciceronis De officiis libri. Lipsiae, Apud Gerhardum Fleischerum, 1811.
- De collocatione vocabulorum poetica. Fribergae, 1812.
- August Gotthilf Gernhard; Johann Christoph Friedrich Gerlach: De Illusione In Pulcrarum Artium Operibus Ad Memoriam Beneficiorum Et Eckardo-Richteriani Et Iænigiani Cum Hænichiano D. XX. August MDCCCXIII. Hoa Nona Matutina Pie Recolendam Summa Cum Observantia. Freiberg 1813.
- Gymnasii Fribergensis sacra saecularia tertia, d. XXII Septembris A. 1815 pie celebrandam indicit. Fribergae, 1815.
- Ad memoriam Richteri in gymnasio invitat: oratio sacris saecularibus tertiis gymnasii Fribergensis die 22. Sept. a 1815 habita. Friberg, 1815.
- Oratio, sacris saecularibus tertiis Gymnasii Fribergensis habita. Fribergae, 1816.
- Sacrorum a M. Luthero emendatorum solennia saecularia tertia Calendis Novembribus a. 1817 in Gymnasio Friburgensi pie celebranda indicit et ad memoriam Eckardo-Richterianam recolendam invitat. Fribergum, 1817.
- Marcus Tullius Cicero; August Gotthilf Gernhard; Jacopo Facciolati: Cato Major seu De senectute et Paradoxa. Lipsiae: apud G. Fleischerum jun. 1819.
- August Gotthilf Gernhard; Johann Friedrich Röhr: Jo. Fr. Roehrio nomine Gymnasii Guil. Ernestini gratulatur. Vimariae, 1820.
- August Gotthilf Gernhard; Christian Friedrich Heinrich Albrecht; Johann Friedrich Röhr: Viro Magnifico Summe Reverendo Joanni Friderico Roehr, S. S. Theologiae Doctori, Magniducalis Aulae Concionatori Subremo Et Confessionario, Supremi Senatus Sacri Saxonico-Vimariensis Conciliario, Subremo Sacrorum Antistiti Et Pastori Primario, Munus Ephori Gymnasii D. V. Octobr. MDCCCXX. Rite Capessitum. Pie Gratulatur Gymnasium Guilielmo-Ernestinum. Vimariae Typis Albrechtianis 1820.
- Discipuli gymnasii Fribergensis, Aug. Ghilf. Gernhardo gratulantur. Fribergae, 1820.
- Commentatio Grammatica de natura et usu accusativi cum infinitivo apud Latinos. Parts I-XII. Vimariae, Typis Albrechtianis. 1821–1833.
- Commentationum grammaticarum. Vimariae, 1822–1827.
- Quaedam ad recognoscenda ea, quae Cicero in libro De amicitia disputavit, pertinentia. Vimariae, Typis Albrechtianis. 1823.
- August Gotthilf Gernhard; Christian Friedrich Theodor Langenberg; Hermann August Choinan: Munera pietatis sanctis manibus Caroli Augusti patris patriae: die III. septembris a. 1828, Vimariae in gymnasio Gulielmo-Ernestino oblata. Jenae, 1828.
- Ad Memorian Beatissime Defuncti Caroli Augusti Magni Ducis Saxoniae Principis Vimariensium Atque Isenacensium Die III. Septembris A. MDCCCXXVIII. Summa Pietate In Gymnasio Guilielmo-Ernestino. Ienae: Schreiber, 1828.
- Qua cautione sapientissimi nostrae aetatis principes minuendae nimiae gymnasiorum frequentiae providerint. Jen., 1828.
- August Gotthilf Gernhard; Johann Georg Schreiber: Munera Pietatis Sanctis Manibus Caroli Augusti Patris Patriae Die III. Septembris A. MDCCCXXVIII. Vimariae in Gymnasio Guilielmo-Ernestino Oblata. Ienae Ex Officina Schreiberi Et Soc. 1828.
- August Gotthilf Gernhard; Carolus Augustus, Saxonia  Dux; Johann Georg Schreiber: Ad Memoriam Beatissime Defuncti Serenissimi Principis Ac Domini Caroli Augusti Magni Ducis Saxoniae Principis Vimariensium Atque Isenacensium Die III. Septembris A. MDCCCXXVIII. Hora X. Matutina Summa Pietate In Gymnasio Guilielmo-Ernestino Celebrandam Omni Qua Decet Verecundia Invitat Augustus Gotthilf Gernhard Gymnasii Vimariensis Director. Ienae Ex Officina Schreiberi Et Soc. 1828.
- Oratiunculas iuvenum in ipso discessu valedicentium: in Gymnasio Guilielmo-Ernestino, die XXIX Aprilis MDCCCXXX, hora X matutina. Jena 1830.
- Marcus Fabius Quintilianus; August Gotthilf Gernhard: De institutione oratoria. Lipsiae: Teubnerus 1830.
- Praemissa disputatione philologiae et philosophiae studium ad religionis Christianae doctrinam accurate cognoscendam necessarium commendatur. Jena Schreiber 1830.
- Marcus Tullius Cicero; Johann Baptist Hutter; August Gotthilf Gernhard: M. Tullii Ciceronis Cato maior, seu, De senectute: ex recensione Gernhardi. Monachii: J. Lindauer, 1832.
- Prolusio de Ciceronis somnio Scipionis. Vimariae: 1834.
- Aug. Gotth. Gernhardi opuscula seu commentationes grammaticae et prolusiones varii argumenti. Lipsiae, 1836.
- Memoriam Caroli Augusti Boettigeri olim directoris gymnasii Vimariensis hoc pietatis munerecolere voluit gymnasium Vimariense. Vimariae Albrecht 1836.
- Platonis et Ciceronis sententiae de iustitia philosophis propter veri investigationen et honorem imperiique contemtionem attribuenda. Vimariae : Albrecht, 1837.
- August Gotthilf Gernhard; Carolus Guilielmus de Fritsch: Viro Illustrissimo Excellentissimo De Litteris Et De Republica Longe Meritissimo Carolo Guilielmo De Fritsch Libero Baroni Dynastae Guddulae Seehusiae Zschuchaviae Solemnia Muneris Publici Semisaecularia Die XXX Mensis Octobris Anni MDCCCXXXIX Celebranda Piis Votis Pro Salute Nuncupatis Gratulatur Gymnasium Guilielmo Ernestinum Interprete Augusto Gotthilfo Gernhardo. Vimariae Albrecht 1839.
- De compositione carminum Horatii explananda. Vimariae: Typis Albrechtianis, 1841.
- August Gotthilf Gernhard; Christian Friedrich Heinrich Albrecht; Carolus Alexander Augustus Joannes, Saxonia-Vimaria et Isenacum  Princeps; Wilhelmina Maria Sophia Luisa, Batavia  Prinses: Solemnia Nuptiarum Serenissimo Magno Duci Hereditario Saxoniae Vimariensium Et Isenacensium Principi Carolo Alexandro Augusto Joanni Et Serenissimae Principi Wilhelminae Mariae Sophiae Luisae Potentissimi Regis Batavorum Filiae Pie Gratulatur Gymnasium Wilhelmo-Ernestinum. Weimar 1842.
- Jahres-Bericht über das Wilhelm-Ernstische Gymnasium zu Weimar von Ostern 1842–1843 womit zu den öffentlichen Prüfungen der Classen des Gymnasiums am 3. 4. und 5. April und zu der Abschiedsfeierlichkeit bei der Entlassung einiger Schüler auf die Universität am 8 April. Weimar: Gedruckt in der Albrecht'schen privil. Hof-Buchdruckerei, 1843.

Außerdem lieferte er Beiträge für Gottfried Seebodes Archiv für Philologie und zu Heinrich Karl Eichstädts Novis Actis Societ. lat. Jenens.